# Saint-Denis-sur-Huisne
Saint-Denis-sur-Huisne – miejscowość i gmina we Francji, w regionie Normandia, w departamencie Orne.
Według danych na rok 1990 gminę zamieszkiwało 55 osób, a gęstość zaludnienia wynosiła 12 osób/km² (wśród 1815 gmin Dolnej Normandii Saint-Denis-sur-Huisne plasuje się na 830. miejscu pod względem liczby ludności, natomiast pod względem powierzchni na miejscu 918.).